# Цулле, Алекс
Алекс Цулле (нем. Alex Zülle, род. 5 июля 1968 в Виле, Швейцария) — швейцарский профессиональный шоссейный велогонщик. Чемпион мира 1996 года в индивидуальной гонке на время. Двукратный победитель Вуэльты Испании (1996, 1997). Участник летних Олимпийских игр 1996 и 2000 годов. Победитель множества престижных велогонок и этапов Гранд Туров.

## Победы
| 1992 - Неделя Каталонии — генеральная классификация - Вуэльта Астурии — генеральная классификация - Вуэльта Бургоса — генеральная классификация - Восхождение на Монжуик 1993 - Париж — Ницца — этапы 1, 8 и генеральная классификация - Вуэльта Испании — этапы 1, 6, 21 и 2-е место в общем зачёте - Кур — Ароза - Мемориал Йозефа Фёгели 1995 - Тур де Франс — этап 9 и 2-е место в общем зачёте - Вуэльта Испании — этап 16 - Тур Швейцарии — этапы 1, 6, очковая классификация и 2-е место в общем зачёте - Тур Страны Басков — этапы 3, 5b и генеральная классификация - Вуэльта Валенсии — этап 2b и генеральная классификация - Челендж Мальорка - Неделя Каталонии — этап 5b и 2-е место в общем зачёте - Эускаль Бисиклета — этап 4b и 2-е место в общем зачёте 1996 - Чемпион мира в индивидуальной гонке на время - Вуэльта Испании — этап 15 и генеральная классификация - Тур де Франс — пролог - Неделя Каталонии — этапы 3, 5b и генеральная классификация - Вуэльта Каталонии — пролог, этапы 3, 6 и генеральная классификация - Гран-при Мигеля Индурайна - Эускаль Бисиклета — этап 4b и 2-е место в общем зачёте | 1997 - Вуэльта Испании — этап 21 и генеральная классификация - Тур Страны Басков — этап 5b и генеральная классификация 1998 - Джиро д’Италия — пролог, этапы 6 и 16 - Тур Романдии — этап 4b и 2-е место в общем зачёте - Вуэльта Испании — этап 21 1999 - Тур де Франс — 2-е место в общем зачёте - Вуэльта Испании — этап 13 2000 - Вуэльта Испании — этап 1 - Вольта Алгарви — генеральная классификация 2001 - Париж — Ницца — этапы a 2002 - Тур Швейцарии — этап 1 и генеральная классификация - Тур Романдии — этапы 4, 5, очковая классификация и 2-е место в общем зачёте |

## Статистика выступлений наГранд Турах
| Гранд Тур | 1992 | 1993 | 1994 | 1995 | 1996 | 1997 | 1998 | 1999 | 2000 | 2001 | 2002 | 2003 |
| --------- | ---- | ---- | ---- | ---- | ---- | ---- | ---- | ---- | ---- | ---- | ---- | ---- |
| Джиро     | -    | -    | -    | -    | -    | -    | 14   | сход | -    | -    | -    | -    |
| Тур       | сход | 41   | 8    | 2    | 26   | сход | сход | 2    | сход | -    | -    | -    |
| Вуэльта   | сход | 2    | 4    | 20   | 1    | 1    | 8    | 37   | 49   | 109  | -    | сход |